# Nationale Maatschappij der Waterleidingen
De Nationale Maatschappij der Waterleidingen verzorgde van 1913 tot 1987 de officiële distributie van drinkwater in een groot aantal Belgische gemeenten. Dit overheidsbedrijf kreeg bij de oprichting in 1913 de historische opdracht mee om voldoende, kwaliteitsvol en betaalbaar drinkwater te leveren, ook in de meest afgelegen streken van het land. In 1970 had de NMDW 3,8 miljoen klanten, bijna uitsluitend in plattelandsgemeenten en kleinere steden die niet bij machte waren om zelf een hygiënische drinkwatervoorziening te organiseren.
In 1987 werd de NMDW geregionaliseerd. In Vlaanderen leidde dat tot de vorming van een vijftal waterleidingbedrijven, verenigd onder de koepel van AquaFlanders. In Brussel werd Vivaqua bevoegd, en nagenoeg heel Wallonië wordt bediend door de Société wallonne des eaux. 